# Alizay
Alizay är en kommun i departementet Eure i regionen Normandie i norra Frankrike. Kommunen ligger i kantonen Pont-de-l'Arche som tillhör arrondissementet Les Andelys. År 2022 hade Alizay 1 575 invånare.

## Befolkningsutveckling
Antalet invånare i kommunen Alizay
Referens:INSEE